# Pleuronichthys
Pleuronichthys är ett släkte av fiskar. Pleuronichthys ingår i familjen flundrefiskar.
Kladogram enligt Catalogue of Life:
| Pleuronichthys | \| \| Pleuronichthys coenosus \| \| \| \| \| \| Pleuronichthys cornutus \| \| \| \| \| \| Pleuronichthys decurrens \| \| \| \| \| \| Pleuronichthys japonicus \| \| \| \| \| \| Pleuronichthys ocellatus \| \| \| \| \| \| Pleuronichthys ritteri \| \| \| \| \| \| Pleuronichthys verticalis \| \| \| \| |
|                | \| \| Pleuronichthys coenosus \| \| \| \| \| \| Pleuronichthys cornutus \| \| \| \| \| \| Pleuronichthys decurrens \| \| \| \| \| \| Pleuronichthys japonicus \| \| \| \| \| \| Pleuronichthys ocellatus \| \| \| \| \| \| Pleuronichthys ritteri \| \| \| \| \| \| Pleuronichthys verticalis \| \| \| \| |
|                | Pleuronichthys coenosus |
|                | |
|                | Pleuronichthys cornutus |
|                | |
|                | Pleuronichthys decurrens |
|                | |
|                | Pleuronichthys japonicus |
|                | |
|                | Pleuronichthys ocellatus |
|                | |
|                | Pleuronichthys ritteri |
|                | |
|                | Pleuronichthys verticalis |
|                | |